# Cataglyphis pallidus
Cataglyphis pallidus é uma espécie de inseto do gênero Cataglyphis, pertencente à família Formicidae.